# Hirondellea trioculata
Hirondellea trioculata är en kräftdjursart som beskrevs av Édouard Chevreux 1889. Hirondellea trioculata ingår i släktet Hirondellea och familjen Uristidae. Inga underarter finns listade i Catalogue of Life.